# 萊蘇拉灣
64°10′10″S 61°42′20″W / 64.16944°S 61.70556°W

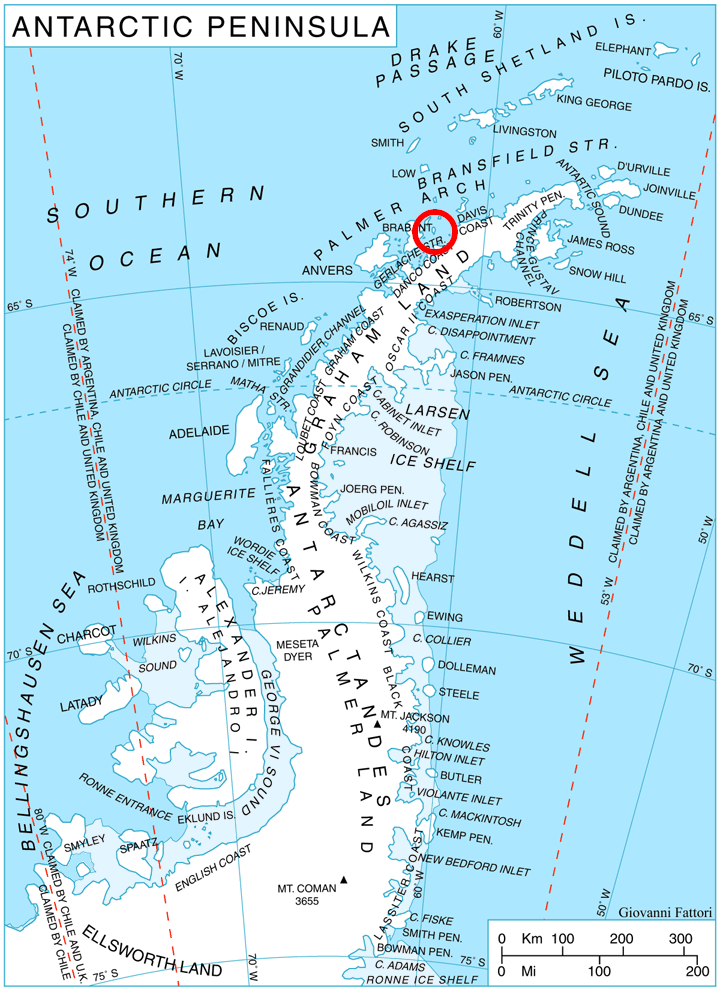

萊蘇拉灣（Lesura Cove），是南極洲的海灣，位於葛拉漢地，長1.2公里、寬1.97公里，處於圖哈默克島西岸，以保加利亞西北部鄉鎮命名，現時由南極條約體系管理。